# Kokain
 Kokaín (benzilmetil ekgonin) je kristaliziran tropanski alkaloid, ki ga pridobivajo iz listov koke (Erythroxylon coca) ali drugih alkaloidov kot sta tropski pajalovec ter kitajski mak(Meconopsis). Deluje preko zaviranja ponovnega privzema dopamina, noradrenalina in serotonina. Učinkuje kot stimulans osrednjega živčnega sistema in zaviralec apetita. Zasvojenost povzroča zaradi načina, po katerem zavira mezolimbično povratno pot.
V medicini se uporablja kot lokalni anestetik pri operacijah nosu in grla ter pri zdravljenju raztrganin kože pri otrocih.
Gojenje koke, izdelovanje, posedovanje in razširjanje kokaina za nemedicinske namene je prepovedano in kaznivo v večini držav. Kljub temu je njegova uporaba razširjena po vsem svetu in ima mnogo osebnih, družbenih in kulturnih vidikov ter posledic.

## Zgodovina

### Kokin list
Tisočletja so južnoameriški domorodci žvečili kokine liste. Pri starodavnih perujskih mumijah so našli ostanke njenih listov. Ta rastlina vsebuje pomembne hranljive snovi in številne alkaloide, tudi kokain. Liste še vedno žvečijo domorodne skupnosti. Iz tega obdobja so našli tudi lončenino z upodobitvami ljudi, ki so imeli lica izbočena z nečim, kar so žvečili. Obstaja tudi dokaz, da so te kulture uporabljale mešanico listov koke in sline kot anestetik pri posegu trepanacije - navrtanja lobanje.
Ko so Španci osvajali Južno Ameriko, so sprva ignorirali trditve domorodcev, da jim kokin list daje moč in energijo. Žvečenje listov so razglasili za hudičevo delo. Kasneje, ko so ugotovili, da trditve domorodcev držijo, so legalizirali in obdavčili list z 10 % vrednostjo vsake žetve. Leta 1569 je Nicolás Monardes opisal navado domorodcev, da žvečijo mešanico tobaka in listov koke, ki jim povzroča veliko zadovoljstvo:
»Kadar so si želeli biti pijani in nerazsodni, so žvečili mešanico tobaka in listov koke, kar jih je odmaknilo od njihovih misli.«
Leta 1609 je pater Blas Valera zapisal: »Koka ščiti telo pred mnogimi boleznimi. Naš zdravnik jo uporablja v obliki praška za zmanjševanje oteklosti ran, krepitev zlomljenih kosti, za preganjanje mraza iz telesa in preprečevanje vstopa mrazu v telo, za zdravljenje gnojnih ran in vnetij, ki so polna ličink. Če naredi toliko za zunanje bolezni, ne bo njena edinstvena vrlina imela celo večjih učinkov na drobovje teh, ki jo jedo?«

### Izolacija
Čeprav so bile stimulatorne lastnosti in zaviranje občutka za lakoto kokaina znane že stoletja, so izolacijo kokaina ugotovili šele leta 1855. Pred tem je veliko znanstvenikov želelo izolirati kokain, vendar nihče ni bil uspešen zaradi dveh razlogov:
- znanje kemije, ki je potrebno za izolacijo, je bilo v tem času nezadostno.
- Kokain je bil slabše kakovosti, saj listi koke ne rastejo v Evropi in so se med potovanjem hitro uničili.

Kokain je prvi izoliral nemški kemik Friedrich Gaedcke leta 1855. Poimenoval ga je alkaloid eritroksilon in objavil opis v reviji Archiv der Pharmazie.
Leta 1856 je Friedrich Wöhler prosil kapitana Carla Scherzerja, da mu prinese večjo količino kokinih listov iz Južne Amerike. Leta 1859 je ladja končala potovanje in Wöhler je dobil kovček, poln koke. Predal ga je Albertu Niemannu, študentu Univerze v Göttingenu v Nemčiji, ki je razvil in izboljšal proces čiščenja.
Niemann je opisal vsak korak, ki ga je izvedel v izolaciji kokaina v svoji disertaciji Über eine neue organische Base in den Cocablättern (O novi organski bazi v listih koke), ki je bila objavljena leta 1860. Na alkaloid je napisal »brezbarvne transparentne prizme« in rekel, da »njegova raztopina vsebuje alkalično reakcijo, je grenkega okusa, pospešuje izločanje sline in pusti značilen občutek otrplosti, ki mu sledi občutek mrazu, kadar ga apliciramo na jezik«. Niemann je poimenoval alkaloid kokain, saj ima značilno končnico za alkaloide »-in« (iz latinščine –ina).
Leta 1898 je Richard Willstäter izvedel prvo sintezo in pojasnil strukturo molekule kokaina. Sinteza se je začela iz tropinona, sorodnega naravnega produkta, in je potekala v petih korakih.

### Uporaba v medicini
Po odkritju tega novega alkaloida je zahodna medicina hitro začela odkrivati možnosti njegove uporabe.
Leta 1879 je Vassili von Anrep iz Univerze v Würzburgu izumil poskus, ki je demonstriral analgetične lastnosti kokaina. Pripravil je dva ločena kozarca. Eden je vseboval raztopino soli kokaina, drugi pa samo sol in vodo. Nato je potopil noge žabe v oba kozarca, enega v opazovano in enega v kontrolno raztopino, in začel na različne načine stimulirati nogi. Noga, ki je bila potopljena v raztopino kokaina, je reagirala precej drugače kot noga, ki je bila potopljena v slani vodi.
Carl Koller je delal poskuse s kokainom za uporabo v oftalmologiji. Leta 1884 je na sebi preizkušal aplikacijo raztopine kokaina v oko, ki ga je nato zbadal z iglami. Njegova odkritja so bila predstavljena Heidelberškemu združenju oftamologov. Hkrati je leta 1884 Jellinek pojasnil anestetične učinke kokaina na dihala. Leta 1885 je Willian Halsted predstavil anestezijo z blokado večjih aferentnih živcev (prevodno anestezijo oz. prevodni blok), James Corning pa je pojasnil epiduralno anestezijo. 1898 je Heinrich Quincke uporabil kokain za spinalno anestezijo.
Leta 2005 so raziskovalci v Univezi v Kjotu kot diagnostični test za Parkinsonovo bolezen predlagali uporabo kokaina, konjugiranega s fenilefinom v obliki kapljic za oči.

### Popularizacija
Leta 1859 se je italijanski zdravnik Paolo Mantegazza vrnil iz Peruja, kjer je neposredno opazoval uporabo kokaina pri prvotnih prebivalcih. Nadaljeval je s preizkušanjem na sebi in po vrnitvi v Milano napisal listino, v kateri je opisal učinke kokaina. V njej je objavil, da sta koka in kokain (v tistem času so domnevali, da sta isto) uporabna v medicinske namene za zdravljenje »jutranjega obloženega jezika, flatulence (nabiranja plinov v prebavilih) in beljenje zob«.
Papež Leon XIII. je s seboj namenoma nosil čutarico pijače Vino Mariani (slovensko Marianijevo vino) in njegovega izumitelja Angela Marianija nagradil z Vatikansko zlato medaljo.
Kemik Angelo Mariani, ki je bral Mantegazzovo listino, je postal nemudoma zainteresiran za kokain in njegove gospodarske možnosti. Leta 1863 je začel tržiti vino pod znamko »Vin Mariani«, ki je bilo obdelano z listi koke. Etanol v vinu je deloval kot topilo za ekstrakcijo kokaina iz listov koke, kar je spremenilo učinke pijače. Vsebovalo je 6 mg kokaina na unčo (28,35 g) vina, vendar je Vin Mariani, ki je bil namenjeno izvozu, vsebovalo 7,2 mg kokaina na unčo, da je konkuriralo podobnim pijačam z višjim deležem kokaina v Združenih državah. »Ščepec kokinih listov« je bil predstavljen v originalnem receptu Johna Stytha Pembertona za Coca Colo. Podjetje je začelo uporabljati dekokaininzirane liste leta 1906, ko je začel veljati Pure Food and Drug Act. Edina poznana količina kokaina v Coca Coli je bila določena leta 1902 in je znašala komaj 1/400 zrna (0, 2 mg) na unčo sirupa (6 ppm). Dejanski delež kokaina, ki ga je Coca Cola vsebovala v prvih dvajsetih letih njene proizvodnje, je skoraj nemogoče določiti.
Leta 1879 se je kokain začel uporabljati za zdravljenje odvisnosti od morfina. Kokain so uvedli v klinično uporabo kot lokalni anestetik v Nemčiji 1884, istočasno kot je Sigmund Freud objavil delo Über Coca (O koki), v katerem je pisal, da kokain povzroča: »/.../ veselost in trajno evforijo, ki se v nobenem primeru ne razlikuje od normalne evforije zdrave osebe. Zaznaš porast nadzora nad sabo in imaš več vitalnosti in zmožnosti za delo. Z drugimi besedami, enostavno si normalen, in kmalu je težko verjeti, da si pod vplivom kakršnekoli droge. Dolgo intenzivno delo je izvršeno brez kakršnekoli utrujenosti. Uživaš ga brez neprijetnih posledic, ki sledijo razvedrilu z alkoholom. Popolnoma nobeno hrepenenje po ponovni uporabi kokaina se ne pojavi po prvem jemanju, ali celo po ponovnem jemanju droge.«
Tovarnar v ZDA, Parke-Davis, je leta 1885 prodajal kokain v različnih oblikah, vključno s cigaretami, praškom in celo mešanico kokaina, ki si jo je lahko uporabnik direktno vbrizgal v vene in je vsebovala priloženo tudi injekcijsko iglo. Podjetje je obljubljalo, da bodo njihovi produkti »nadomestili mesto hrane, naredili strahopetca pogumnega, molčečega zgovornega in naredili trpečega neobčutljivega za bolečino.«
V pozni viktorijanski dobi se je v literaturi uporaba kokaina prikazovala kot pregrešna, na primer kot »cucain«, ki si ga je vbrizgaval Sherlock Holmes.
V zgodnjem 20. stoletju se je kokain v Memphisu v Tenesseeju prodajal v lekarnah in drogerijah. Polna škatlica je stala 5 do 10 centov. Pristaniški delavci vzdolž reke Mississippi so uporabljali drogo kot stimulans in tudi belopolti delodajalci so spodbujali temnopolte delavce k njeni uporabi.
Ernest Shackleton je 1909 vzel na Antarktiko tablete kokaina vrste Forced March. Leto leto kasneje jih je vzel Robert Scott na svoje nesrečno potovanje na Južni pol. Še leta 1938 je Larousse Gastronomique objavil transportni recept za »puding kokaina«.

### Prohibicija
Ob prehodu v 20. stoletje je postalo jasno, da kokain povzroča zasvojenost. Problem zlorabe kokaina je začel zbujati zanimanje javnosti v ZDA. Nevarnosti zlorabe kokaina so postale del moralne panike, ki je bila povezana z vladajočimi rasnimi in socialnimi bojaznimi tistega časa. Leta 1903 je ameriška farmacevtska revija American Journal of Pharmacy poudarila, da je večina ljudi, ki zlorabljajo kokain »boemov, hazarderjev, prostitutk visokega in nizkega razreda, nočnih vratarjev, hotelskih slug, vlomilcev, izsiljevalcev, zvodnikov in priložnostnih delavcev«.
Leta 1914 je Cristopher Koch s pensilvanskega državnega ministrstva za farmacijo nedvoumno prikazal rasno podtikanje s pričanjem, da je »večina napadov na bele ženske na jugu neposreden rezultat kokainsko ponorelih zamorskih možganov«. Sredstva množičnega obveščanja so »izdelala« epidemijo uporabe kokaina med afriškimi Američani na jugu Združenih držav, saj so igrala na podlagi rasnih predsodkov tega obdobja, čeprav obstaja malo dokazov, da se je ta epidemija dejansko zgodila.
Istega leta je Harrisonov davčni zakon o narkotikih prepovedal prodajo in distribucijo kokaina v ZDA. Ta zakon je nepravilno uvrščal kokain med narkotike in napačna klasifikacija je privedla do razširjenega gojenja. Čeprav je bil nelegalen za namene distribucije in uporabe, so distribucija, prodaja in uporaba kokaina še zmeraj ostale legalna za registrirana podjetja in posameznike. Do leta 1970, ko so ZDA uvrstile kokain v Zakon nadzorovanih substanc, kokain ni veljal za nadzorovano substanco. Pred tem letom je bila uporaba kokaina v ZDA svobodna in redko kazensko preganjana zaradi splošno razpravljalnih moralnih in psiholoških debat.

### Uporaba danes
Kokain je v mnogih državah popularna rekreacijska droga. Izum cracka je kokain privedel v revnejše mestne predele. Uporaba praška kokaina je ostala relativno konstantna, s povečanjem v poznih 1990-ih in začetku 2000 v ZDA, zadnja leta pa postaja vse bolj popularen v Združenem kraljestvu.
Uporaba kokaina je razširjena med vsemi socialnoekonomskimi sloji, vključujoč starost, demografijo, ekonomski položaj, socialna, politična in religiozna prepričanja ter življenjski slog. Kokain je po vrednosti ulične prodaje takoj za kanabisom na drugem mestu med mamili.
Po kokainu posegajo najpogosteje samski odrasli in strokovnjaki z večjimi dohodki. Status kokaina kot klubske droge kaže na njegovo popularnost med množicami, željnimi zabave.
V letu 1995 sta Svetovna zdravstvena organizacija (SZO) in UNCRI objavila v publikaciji za medije rezultate največje do tedaj izvedene svetovne študije o kokainu. Vendar je SZO odločila, da se študije ne objavi. Na šestem sestanku komiteja B v ZDA so predstavniki obravnavali dejstvo, da aktivnosti, ki jih izvaja SZO v povezavi z drogami, ne zadovoljujejo ojačanje pristopov nad kontrolo nad drogami, zaradi česar bi morala biti sredstva za zadevne programe zmanjšana. To je vodilo do odločitve o zaključitvi publikacije. Del študije je bil zaključen.
Problem ilegalne uporabe kokaina, posebno v večjih količinah za uporabo premagovanja utrujenosti (bolj kot za doseganje evforije) pri dolgoročnih uporabnikih je tveganje za bolezenske znake ali poškodbe, povzročene zaradi spojin, ki jih primešajo kokainu. Primeševanje ali povečevanje učinka drogi je vsakdanje, uporabljajo pa se učinkovine, ki stimulirajo prebavne učinke, kot Novocain (prokain), ki povzroči začasno anestezijo, za kar veliko uporabnikov verjame, da je močen učinek odrevenelosti rezultat močnega in/ali čistega kokaina, efedrin ali podobni stimulansi, ki povzročajo povišan srčni utrip. Običajne primesi, ki povišajo dobiček, so neaktivni sladkorji, običajno manitol, kreatin ali glukoza, ki povzročijo občutek čistosti in povečajo ali omogočijo razpečevalcem prodajo več produkta kot bi ga sicer brez primesi. Primesi sladkorjev torej omogočajo razpečevalcu prodati več produkta po višji ceni zaradi občutka čistosti in omogočajo razpečevalcem visoke dohodke z majhnimi stroški za primesi. Trgovanje s kokainom je visoko kaznovano v večini držav, zato sta zavajanje uporabnikov o čistosti in posledično visoki dobički za razpečevalce pravilo.

## Farmakologija

### Izgled
Kokain je v svoji najčistejši obliki bel, bleščeč produkt. Je v obliki praška ali kot sol, najpogosteje kokain hidroklorid. (CAS 53-21-4). V ulični prodaji je kokain pogosto s primesmi ali razredčen z različnimi praškastmi polnili, ki povečajo težo; najpogosteje uporabjene substance so pecilni prašek; sladkorji kot so laktoza, dekstroza, inositol in manitol in lokalni anestetiki, kot so lidokain in benzokain, ki oponašajo ali dodajo kokainov občutek odrevenelosti na mukoznih membranah. Kokain je lahko tudi razredčen z drugimi stimulansi, kot je npr. metamfetamin.
Kokain s primesmi je pogosto bel, ne-bel ali roza prašek.
Barva cracka je odvisna od več dejavnikov, vključno z izvorom uporabljenega kokaina, metode priprave - z amonijakom ali pecilnim praškom - in deležem nečistoč. Večinoma je v odtenkih bele do rumenkasto kremne ali svetlo rjave. Tudi tekstura je odvisna od primesi, izvora in predelave praška kokaina in metode spremembe v bazo. Razprostira se od drobljive teksture, včasih izredno mastne, do trdne, skoraj kristalinične oblike.

### Oblike kokaina

#### Kokain sulfat
Kokain sulfat se proizvaja z maceriranjem listov koke v vodi, nakisani s sulfonsko kislino, ali aromatsko-bazičnim topilom kot sta kerozin ali benzen. Surovine dajo v kad in stopajo po njih. Bolj popularna metoda v modernih časih je priprava začasne kadi z razprostrtjem težke najlonske ponjave in razrezanje listov z obrezovalcem plevela na zračni pogon. Ta metoda je hitra, saj ne samo da razreže liste, temveč tudi zmečka in fragmentira ostale koščke, s čimer dosežejo ekstrakcijo. Ko je maceracija zaključena, vodo izhlapijo. Nastane pastasta masa nečistega kokaina - sulfat, ki je vmesen korak pri proizvodnji kokain hidroklorida.

#### Prosta baza
Prosta baza (»freebase«) je oblika kokaina, različna od oblike soli kokaina hidroklorida. Kokain hidroklorid je izredno dobro topen v vodi, baza kokaina pa je v vodi netopna. Zato ni primerna za pitje, vdihavanje ali injiciranje. Kokain hidroklorid ni primeren za kajenje, saj je temperatura, pri kateri hlapi, izredno visoka in blizu temperature, pri kateri gori. Baza kokaina pa hlapi pri veliko nižji temperaturi, zaradi česar je primerna za inhalacijo.
Kajenje proste baze kokaina ima dodaten učinek izločanja metilekognina v uporabnikov sistem zaradi pirolize učinkovine (stranski učinek, ki ga vdihan ali injiciran prašek ne povroči). Nekatere študije predpostavljajo, da ima kajenje proste baze kokaina večji kardiotonični učinek kot drugi načini uporabe zaradi učinkov metilekofnina na pljuča in jetra.
Kajenje proste baze je popularen način uporabe, saj se kokain hitro absorbira v kri skozi pljuča in doseže možgane v približno petih sekundah. Naval je veliko bolj intenziven kot pri vdihovanju skozi nos iste količine kokaina, vendar učinek ne traja dolgo. Vrh navala proste baze se konča skoraj takoj po tem, ko uporabnik izdiha pare, ampak vznesenost običajno še traja 5-10 minut po tem. Kokain v prosti bazi je nevaren ravno zaradi dejstva, da uporabniki običajno ne čakajo toliko časa na naslednji vdih in nadaljujejo s kajenjem kokaina v prosti bazi, dokler ga ne zmanjka. Ti učinki so podobni tistim, ki jih da injiciranje kokain hidroklorida, ampak brez tveganj, povezanih z intravenozna uporaba droge (čeprav obstajajo tudi druga resna tveganja, povezana s kajenjem proste baze).
Prosta baza kokaina se proizvaja najprej z raztapljanjem kokain hidroklorida v vodi. Ko je enkrat raztopljen v vodi (Coc- HCl), disociira v protoniran ion kokaina (Coc-H+) in kloridni ion (Cl−). Vse soli, ki ostanejo suspendirane v raztopini, so nečistote iz mariranega kokaina in se odstranijo s filtracijo. Baza, najpogosteje amonijak (NH3), se doda k raztopini. Nato pride do vzpostavitve naslednjega acido-baznega ravnotežja:
Kokain kot prosta baza (Coc) je netopen v vodi in se obori, raztopina postane motna. Tradicionalen način ponovnega pridobivanja baze je dodajanje dietil etra k raztopini. Ker je prosta baza dobro topna v etru, se po močnem stresanju zmesi prosta baza ponovno raztopi v etru. Ker je eter praktično netopen v vodi, se ga lahko loči od vode. Nato se počaka, da eter izhlapi in ostane skoraj čista baze.
Rokovanje z dietil etrom je nevarno zaradi izjemne vnetljivosti etra; njegovi hlapi so težji od zraka in lahko izhajajo iz odprte steklenice in v prisotnosti kisika tvorijo perokside, ki lahko spontano gorijo.

#### Crack
V procesu iznajdbe cracka so proizvajalci zaradi nevarnosti uporabe etra pri proizvodnji proste baze kokaina začeli opuščati korak izolacije proste baze kokaina iz oborine v zmesi z amonijakom. Pogosto so izpustili filtracijo. Končni rezultat tega procesa je bil macerat amonijeve soli (NH4Cl) (NH4Cl), ki je ostala v obliki proste soli kokaina po izparevanju mešanice. »Kamen«, ki je nastal, je vseboval majhen delež vode. Tudi natrijev bikarbonat je imel prednost pri pripravi proste baze, značilno »kuhan« v razmerju 50/50 do 40/60 % kokain/bikarbonat. Služi tudi kot polnilo, ki poveča celoten profit pri prepovedani trgovini. Crack je lahko obdelan tudi z manjšo količino vode (uporabniki imenujejo tak produkt tudi »prekuhan«). Na ta način se odstani preostanek bikarbonata in vse primesi ali polnila, ki so bila dodana pri preteklih rokovanjih s kokainom in ostane relativno čista baza kokaina anhidrida.
Pri izhlapevanju kamna izhlapi voda in nastane pokajoč zvok (iz tega sledi onomatopoetično crack). Soda bikarbona se sedaj najpogosteje uporablja kot baza, pogosteje kakor amonijak zaradi manjšega neprijetnega vonja in manjše toksičnosti; vendar pa se lahko za pridobivanje cracka lahko uporabi katerakoli šibka baza. Močne baze, npr. natrijev hidroklorid, so nagnjene k hidrolizi deleža kokaina do ne-psihoaktivnega ekgonina.

#### Žvečenje koke
Listi koke se najpogosteje zmešajo z alkalimi snovmi (na primer z apnom) in žvečij ozvitek, ki ostaja med dlesnijo in lici (na podoben način kakor se žveči tobak) in se izločajo v tekočine. Tekočine se nato počasi absorbirajo v mukozne memberane v notranji del lica in v gastrointestinalni trakt. Listi koke se lahko tudi pripravijo kot poparek v tekočini in se spijejo kot čaj. Večinoma je zaužitje listov koke neuporaben način jemanje kokaina. Zagovorniki uživanja listov koke trdijo, da uporaba listov koke ne bi smela biti kriminalizirana, saj ne gre za dejanski kokain, zato posledično nima lastnosti prepovedane droge. Ker je kokain hidroliziran in v kislem želodčnem soku ponovno neaktiven, se ne absorbira, kadar se ga zaužije samega. Le kadar se zmeša z močno bazičnimi substancami (kot na primer apnom) se lahko iz želodca v krvni obtok absorbira peroralno vzet kokain.
Peroralno apliciran kokain preide v krvni obtok po približno 30 minutah. Običajno se ga absorbira le peroralno aplicirane količine, čeprav je bila dokazana dosežena absorpcija do 60 % v kontoliranih pogojih. Zaradi počasne absorpcije, sta maksimalno psihološki in psihotropni učinek dosežena po približno 60 minutah po vnosu kokaina v prebavni trakt. Čeprav učinki nastopijo počasi, pa trajajo še približno 60 minut po njihovem doseženem vrhu.
Učinkovitost absorpcije peroralno vzetega kokaina je omejena zaradi dveh dodatnih faktorjev. Prvič, se droga delno katabolizira v jetrih. Drugič, kapilare v ustih in požiralniku se skrčijo po kontaktu s kokainom, zaradi česar se zmanjša površina preko katere bi se droga lahko absorbirala. Vendar pa se metaboliti kokaina lahko zaznajo v urino osebe, ki je spila že en požirek poparka kokinih listov. Torej je pitje poparka kokinih listov vseeno dodaten način zaužitja kokaina, čeprav neučinkovit.
V nasprotju s splošnim prepričanjem, se zaužitje in vdihavanje kokaina kažeta v približno enakih deležih absorbirane droge: 30 do 60 %. V primerjavi z zaužitjem, se hitrejša absorpcija vdihavanjega kokaina kaže v hitrješem nastopu maksimalnega učinka droge. Snifanje kokaina proizvede maksimalen psihološki učinek v 40 minutah in maksimalni psihotropni učinek v 20 minutah, vendar je bolj realna perioda aktivacije bliže 5 do 10 minutam, kar je podobno kot pri zaužitju kokaina. Psihološki in psihotropni učinek vdihanega kokaina skozi nos trajata približno 40 – 60 minut po doseženem vrhu učinka.
Mate de coca ali poparek listov koke skupaj z listi čaja mate je tradicionalna metoda uživanja in se pogosto priporoča v državah proizvajalkah kokaina, kot sta Peru in Bolivija za izboljšanje simptomov višinske bolezni. To metodo že stoletja prakticirajo domorodci v Južni Ameriki. Eden od specifičnih starodavnih namenov uživanja listov koke je bilo za povečanje enerije in zmanjšanje utrujenosti pri selih, ki so bili na večdnevnih pohodih do drugih naselbin.
Leta 1986 je članek v Reviji Ameriških medicinskih društev navajal, da so trgovine z zdravo hrano v ZDA prodajale posušene liste koke za pripravo poprarka kot »Zdrav čaj Inkov«. Trdili so, da je bil med pakiranjem »dekokainiziran«, vendar niso izvajali nobenega takšnega postopka. Članek je trdil, da povzroči pitje dveh skodelic čaja na dan rahlo stimulacijo, poviša srčni utrip in povzdigne razpoloženje in da je čaj neškodljiv. Klub temu je DEA zasegla več pošiljk na Havajih, v Chicagu, Illinoisu, Georgiji in drugih lokacijah na Južni obali ZDA, proizvod pa je bil umaknjen s polic.

#### Vdihavanje
Vdihavanje (poznano pogovorno kot snifanje, pihanje) je najpogostejša metoda rekreacijskega uživanja praška kokaina v Zahodnem svetu. Droga se absorbira skozi mukozne membrane v smeri sinusov. Pri vdihavanje kokaina je absorpcija skozi mukozne membrane približno 30–60 %, pri čemer je absorcija višja pri višjih dozah. V študiji, narejeni med uporabniki kokaina, je bil povprečen subjektivno ocenjen čas za dosego učinkov 14.6 minut. Poškodbe nosne sluznice se zgodijo zaradi konstrikcije krvnih žil in zaradi tega zmanjšanega toka krvi in kisika/hranilnih snovi v to območje.
Pred vdihovanjem mora biti prašek kokaina razdeljen na zelo majhne delčke. Čisti kokain se zelo enostavno zdrobi v fin prašek, razen kadar je vlažen (slabo shranjevan) in oblikuje kepe, ki zmanjajo učinkovitost absorpcije skozi nos.
Zviti bankovci, izpraznjena ogrodja pisal, narezane slamice, ošiljene konice ključev, posebne žlice, dolgi nohti, in (čisti) aplikatorji za tampone se pogosto uporabljajo pri snifanju kokaina. Kokain se običajno strese na ravno, gladko površino (na primer ogledalo, ovitek CD-ja ali knjigo) in razdeli v krogce, črtice ali simbole in nato vdihuje. Delež kokaina v eni liniji široko variira od osebe do osebe in do situacije do situacije (dejavnik je tudi čistost kokaina), ampak večinoma za linijo velja ena doza in je običajno od 35 mg do 100 mg. Toleranca se pojavi hitro in uporabniki običajno v kratkem obdobju posnifajo več linij, da dosežejo večji učinek.
Študija, ki sta jo izvedla Bonkovsky in Mehta in objavila v Am Acad Dermatol (2001 Feb;44(2):159-82) navaja, da lahko kakor pri souporabi injekcij tudi souporaba slamic za snifanje kokaina prenaša krvne bolezni kot je Hepatitis C.

#### Injiciranje
Injekcija droge povzroči višje koncentracije droge v krvi v krajšem časovnem obdobju. Po injiciranju doseže kokain možgane v nekaj sekundah in razvedrilen naval, ki sledi, je lahko tako intentven, da pri uporabniku povzroči nekontolirano bruhanje. Subjektivni učinki, ki se pri drugih metodah uživanja ne pojavljajo, vključujejo zvonjenje v ušesih (običajno kadar je doza višja od 120 mg) in trajajo 2 do 5 minut, vključujoč okus po kovini in motnje sluha. Običajno to poimenujejo »zvonjenje zvonca«. V študiji  uporabnikov kokaina je bil povprečen subjektivno ocenjen čas za dosego vrha učinka 3,1 minute. Evforija preide hitro. Poleg toksičnih učinkov kokaina, obstaja tudi nevarnost trombusa iz netopne substance, ki se uporablja za reddčenje droge. Kakor pri vseh prepovedanih injiciranih učinkovinah obstaja tudi tveganje za uporabnika, da se okuži s krvno prenosljivimi boleznimi, če ne uporavlja ali nima doseglijivega sterilnega pribora za injiciranje.
Injicirana mešanica kokaina in heroina, poznana pod imenom speedball, je posebno popularna in nevarna kombinacija, saj se nasprotni učinki obeh drog dopolnjujejo, hkrati pa lahko zamaskirajo simptome predoziranja. Povzročila je številne smrti, predvsem v Los Angelesu in okolici, vključujoč znane osebe kot John Belushi, Chris Farley, Mitch HedbergRiver Phoenix, in Layne Staley.
V ekperimentalne namene se kokain injicira živalim, kot so npr. vinske mušice, za študije mehanizmov zasvojenosti s kokainom.

#### Kajenje
Kajenje proste baze ali cracka je napogosteje z uporabo pipe, narejene iz majhne steklene cevi, pogosto iz majhnega kozarca s papirnato rožo znotraj, ki je popularna kot romantično darilo. Majhen košček odpadnega zvitka iz čistega težkega bakra ali občasno nerjavečega jekla služi kot redukcijska baza in moderator toka, v katerem se lahko »kamen« stopi in nato izpari v paro. V stiski kadilci kokaina včasih kadijo skozi pločevinko za pijačo z majhnimi luknjicami na dnu, ki služijo kot pipe za kajenje cracka. Dno majhnih steklenih steklenic za tekočine se lahko tudi odstrani in nato vrat steklenice napolni ter uporablja kot začasna pipa za kajenje cracka.
Crack se kadi tako, da se ga položi na konec pipe, ogenj v bližini povzroči pare, ki jih kadilec nato inhalira. Učinek, ki je občuten skoraj takoj po kajenju, je zelo intenziven in ne traja dolgo, običajno pet do petnajst minut. V študiji, izvedeni pri uporabnikih kokaina, je bil povprečen subjektivno ocenjen čas za dosego vrha po 1,4 minute. Večina (še posebej pogostih) uporabnikov je imela slo po ponovnem kajenju takoj po doseženem vrhu. »Hiše cracka« so odvisne od teh potreb (sle) uporabnikov in jim omogočajo prostor za kajenje cracka in pripravljene zaloge paketkov cracka za prodajo.
Kokain za kajenje se včasih kombinira z drugimi drogami, na primer s kanabisom, pogosto zvit v joint ali blunt. Prašek kokaina se včasih tudi kadi, čeprav vročina uniči večino učinkovine; kadilci ga pogosto potresejo po marihuani.
Sleng pri kajenju kokaina in različni načini kajenja so različni v različnih državah in regijah, prav tako oblike pakiranja in količina droge v ulični prodaji.

#### Poparek kokinih listov
Poparek zelišča koke (tudi kokin čaj) se uporablja v državah proizvajalkah kokaina več kot katerikoli zeliščni zdravilen poparek kjerkoli po svetu. Prosta in legalna komercializacija posušenih kokinih listov v obliki filter vrečk za pripravo »čaja koke« sta mnogo let aktivno promovirali tudi vladi v Peruju in Boliviji kot pijačo, ki ima zdravilne moči. Obiskovalce mest Cuzco v Peruju in La Paza v Boliviji so pozdravljali s poparkom kokinih listov (pripravljenih v čajnih skodelicah s celimi kokinimi listi) z namenom, da pomagajo popotnikom premagati neugodje zaradi višinske bolezni. Učinka pitja čaja koke sta blaga stimulacija in dvig razpoloženja. Čaj ne povzroča nobenega opaznega učinka odrevenelosti ust niti ne navala kakor pri vdihavanju kokaina. Za preprečevanje stigmatizacije tega proizvoda njegovi promotorji objavljajo nedokazan koncept, da večina učinka pri uživanju poparka kokininh listov izhaja iz sekundarnih alkaloidov, ki so tako kvalitativno kot kvantitativno različni od čistega kokaina.
Promoviran je bil kot pomoč pri odvajanju odvisnosti od kokaina. V polemični študiji je bil poparek kokinih listov uporaben - kot dodatek k svetovanju- pri terapiji 23 odvisnikov od kajenja kokine paste v Limi. Relapsi so se zmanjšali iz povprečnih 4-krat na mesec pred terapijo s čajem koke na 1-krat na mesec med terapijo. Trajanje abstinence se je povišala iz povprečnih 32 dni prej na 217 dni med terapijo. Ti rezultati kažejo na to, da bi bilo uživanje poparkov kokinih listov skupaj s svetovanjem, učinkovita metoda preprečevanja relapsov v terapiji zdravljenja za odvisnike od kokaina. Pomembno je tudi, da tej rezultati tudi predpostavljajo, da je primaren farmakološko aktiven metabolit v poparku kokinih listov dejansko kokain in ne njegovi sekundarni alkaloidi.
Benzoilekgonin, metabolit kokaina, se lahko zazna v urinu ljudi nekaj ur po popitju ene skodelice poparka kokinih listov.

#### Peroralna uporaba
Kokain se je uporabljal v medicinske namene in neformalno kot peroralni ansetetik. Veliko uporabnikov podrgne prašek po dlesni, ali nanese na cigaretni filter ter ga nato skadi, kar povzroča paralizo dlesni in zob. To se običajno naredi z manjšimi ostalimi količnami kokaina na podlagi po vdihavanju. Druga metoda peroralnega uživanja je zavitje nekaj kokaina v papir za kajenje in se ga nato poje. Postopek se imenuje tudi »snow bomb«.

### Fiziološki mehanizem
Razlika med kokainom in amfetaminom z ozirom na inhibicijo ponovnoga privzema na receptor DAT1: Kokain se veže direktno na DAT1 transporter, medtem ko amfetamini fosforilirajo in zavrejo transporter popolnoma v notranjosti celice.
Farmakodinamika kokaina vključuje kompleksen odnos med nevrotransmiterji (pri podganah inhibira ponovni privzem monoaminov v približno takšnem razmerju: serotonin:dopamin = 2:3, serotonin: norepinefrin = 2:5). Bolj preučevan učinek kokaina na centralni živčni sistem je blokada dopaminskega prenašalca. Dopaminski prenašalec, ki se sprošča med živčnim prenosom, je običajno recikliran s tem prenašalcem, transporter se veže na transmiter in ga izčrpa iz sinaptične špranje nazaj v presinaprični nevron, kjer se shrani v shranjevalnih veziklih. Kokain se močno veže na dopaminski transporter in tvori z dopaminskim transporterjem kompleks, ki blokira delovanje transporterja. Transporter za dopamin tako ne more več izvajati svoje naloge ponovnega privzema, zaradi česar se dopamin nabira v sinaptični špranji. To se odraža v povečanem in podaljšanem postsinaptičnem učinku dopaminergičnih znakov na dopaminski receptor prejemnega nevrona. Podaljšana izpostavljanost kokainu, ki se pojavi pri redni uporabi, vodi do neregulacije homeostaze pri normalno (brez kokaina) dopaminergičnem signaliziranju skozi regulacijo navzdol dopaminergičnega receptorja in povečanem prevajanju signalov. Zmanjšano prevajanje dopaminergičnih signalov pri kronični uporabi kokaina lahko prispeva k depresivni motnji in preobčutljivosti te pomembne možganske povratne zanke pri ojačanju učinkov kokaina (povečano dopaminergično signaliziranje le po zaužitju samega kokaina). Ta preobčutljivost prispeva k neobvladljivi zasvojenosti in k relapsu.
Možganske regije, ki so bogate z dopaminom, kakor na primer ventralna pot procesiranja, nucleus accumbens in prefrontalni korteks, so pogosto tarče raziskovanja zasvojenosti s kokainom. Najbolj zanimiva je pot, ki jo sestavljo dopaminergični nevroni, ki izvirjo v ventralni poti procesiranja in se zaključijo v nucleusu accumbensu. Ta projekcija lahko funkcionira kot center za nagrajevanje, saj se zdi, da se kažejo znaki aktivacije kot odziv na zlorabo drog kot je kokain kot dodatek naravnim nagradam kot sta hrana in spolnost. Medtem ko je natančna vloga dopamina v subjektivnih izkušnjah nagrajevanja zelo vprašljiva med neuroznanstveniki, je vloga sproščanja dopamina v nucleus accumbens izredno uveljavljena kot vsaj delno odgovorna za nagrajevalni učinek kokaina. Ta hipoteza je dobro podkrepljena z laboratorijskimi raziskavami in podatki o podganah, ki so bile izurjene, da so si same dozirale kokain. Če so jim injicirali dopaminski antagonist direktno v nucleus accumbens, so dobro dresirane podgane, ki so znale same dozirati kokain, prestale pomanjkanje (začetno povečanje odzivnosti samo do popolnega končanja) torej kaže na dejstvo, da kokain ne ojačuje (nagrajuje) obnašanja iskanja droge.
Učinki kokaina na serotonin (5-hidroksirtriptamin, 5-HT) se kažejo na mnogih serotoniskih receptorjih in je dokazano, da inhibirajo ponovni privzem na 5-HT3 receptorji, kar ima pomemen vpliv pri učinkih kokaina. Čezmeren vpliv na 5-HT3 receptorje pri podganah, ki so jih dresirali s kokainom kaže na to, čeprav natančen učinek na 5-HT3 receptorje ni razjasnjen. 5-HT2 receptorji (predvsem podtipi 5-HT2AR, 5-HTBR in 5-HT2CR receptorji) kažejo vpliv na izzvanje hiperaktivnosti, ki se kaže pri uporabi kokaina.
Sigma receptorji so pod učinkom kokaina, saj kokain funkcionira kor ligand sigma receptorjev- sigma agonist. Razen tega so bili dokazani specifični receptorji, ki učinkujejo na NMDA in D1 dopaminski receptor.
Kokain hkrati blokira natrijeve kanalčke, ter tako ovira širjenje akcijskega potenciala zaradi česar deluje tudi kot anestetik tako kot lidokain in novokain. Kokain povzroča tudi vasokonstrikcijo in zmanjšuje krvavenje med manjšimi operacijskimi postopki. Povečanje lokomotoričnih lastnosti kokaina lahko prispeva k povečanemu dopaminergičnemu prenosu v substanco nigro. Nedavne raziskave so ugotovile pomembeno vlogo v cirkadialnem mehanizmu in »časovnih genih« (“clock genes”)  ter vplivih kokaina na vedenjske vzorce.
Ker nikotin poviša raven dopamina v možganih, mnogi uporabniki kokaina ugotavljajo, da uporaba tobačnih izdelkov med uporabo kokaina poveča občutek euforije. Vendar pa ima lahko takšna souporaba tudi neželene posledice, kot so nekontroliranjo verižno kajenje med uporabo kokaina (celo uporabniki, ki v normalnih okoliščinah ne kadijo cigaret, so poznani kot verižni kadilci kadar uporabljajo kokain), dodatno pa vpliva tudi k škodljivim učinkom na zdravje ter je dodaten madež na kardiovaskularni sistem, povzročen s tobakom.
Zraven razdražljivosti, sprememb razpoloženja, nemirnosti, paranoje in slušnih halucinacij, povzroča uporaba kokaina še številna druga nevarna fiziološka stanja. Vodi lahko do motenj v srčnem ritmu in srčnih zastojev, kot tudi do bolečin v prsih ali celo zastoju dihanja. Zraven tega se pri rednih uporabnikih pogosto pojavljajo tudi kap, napadi in glavoboli.
Kokain pogosto povzroči zmanjšan vnos hrane, mnogi kronični uporabniki pa zgubijo apetit in lahko doživijo resno nedohranjenost in veliko izgubo teže.

### Metabolizem in izločanje
Kokain se obsežno metabolizira, najprej v jetrih, v urin pa ga nespremenjenega preide le 1 %. V metabolizmu prevladuje cepitev hidrolitičnega estra. Zato so eliminirani metaboliti sestavljeni večinoma iz benzoilekgonina, glavnega metabolita in manjših deležev ekgonin metilnega estra in ekgonina.
Kadar se vzame skupaj z alkoholom, se kokain poveže v jetrih z etanolom in tvori kokaetilene, ki so bolj evforigeni. Nekatere študije predvidevajo, da ima višjo kardiovaskularno toksičnost kot sam kokain. To pa je značilnost, ki je od začetka 20.stoletja nagnila veliko oseb k težki omamljenosti, da so vdihovali kokain z namenom odpravljanja depresivnih učinkov zlorabe alkohola.
Odvisno od jetrne in ledvične funkcije so metaboliti kokaina zaznavni v urinu. Benzoilekgonin je lahko zaznaven v urinu že 4 ure po užitju kokaina in ostane zaznaven v koncentracijah višjih od 150 ng/ml običajno več kot 8 dni po uporabi kokaina. Zazanava metabolitov kokaina v laseh je možna pri rednih uporabnikih, dokler predel las, ki je rastel v času uživanja kokaina ne postrižemo oz. odpadejo.

### Učinki in vpliv na zdravje

#### Akutni
Podatki kažejo na dejstvo, da je kokain druga droga po povzročanju odvisnosti in druga najbolj škodljiva izmed 20 drog.
Kokain je močan stimulant centralnega živčnega sistema. Njegovi učinki lahko trajajo od 20 minut do več ur, odvisno od količine vzetega kokaina, čistosti in metode odmerjanja.
Glavni znaki stimulacije so hiperaktivnost, nemirnost, povišan krvni tlak, povišan srčni utrip in evforija. Evforijo včasih spremljata občutek nelagodja in depresije in sla po ponovnem doživetju droge. Pojavi se lahko povečano zanimanje za spolnost in užitke. Stranski učinki vključujejo trzanje, preganjavico in impotenco, ki se običajno pojavi pri rednih uživalcih.
Pri prekomerni ali daljši uporabi lahko droga povzroči srbenje, tahikardijo, halucinacije, in paranoidne blodnje. Prekomerni odmerki povročajo tahiaritmije in izrazito povišanje krvnega tlaka. Ti učinki so lahko življenjsko ogrožajoči, še posebej, če ima uporabnik že obstoječe kardiovaskularne težave. LD50 kokaina pri aplikaciji mišim je 95,1 mg/kg. Toksičnost se kaže v napadih, ki jim sledi respiratorna in cirkularna depresija medularnega izvora. To lahko vodi v smrt zaradi odpovedi dihanja, kapi, krvavitev v možgane ali odpovedi srca. Kokain je tudi močan pirogen, saj povzroča stimulacijo in povečano mišično aktivnost, ki povzroči povečano nastajanje toplote. Izguba toplote je inhibirana z močno vazokonstrikcijo. S kokainom povzročena hipertermija lahko povzroči uničenje mišičnih celic in mioglobinemijo, ki se kaže v ledvični odpovedi. Prva pomoč je običajno aplikacija benzodiazepinskih pomirjeval, na primer diazepama, ki znižajo povišan krvni tlak. Fizično hlajenje (led, hladne odej, itd.) in paracetamol se lahko uporabita za zdravljenje hipertermije, za ostale kasnejše možne zaplete pa so razvite posebne. Uradno priznan protistrup za preveliko odmerjanje kokaina ne obstaja, čeprav so bile nekatere učinkovine, kot sta deksmedetomidin in rimacazol, prepoznane kot uporabne pri zdravljanju predoziranja kokaina v študijah na živalih, niso pa bile izvedene nobene uradne klinične študije na ljudeh.
Kadar je pacient nezmožen ali ne želi poiskati medicinske pomoči, lahko predoziranje kokaina vodi v blage do srednje tahikardije (pulz v mirovanju višji od 120 utripov na minuto), zato lahko najprej vzame peroralno 20 mg diazepama ali ekvivalent benzodiazepina (na primer 2 mg lorazepama). Paracetamol in fizično hlajenje se lahko prav tako uporabita za znižanje blage hipertermije (< 39 °C). Vendar pa lahko predhodno povišan krvni tlak ali srčne bolezni povzročijo visoko tveganje za srčni infarkt in zahtevajo takojšnje medicinsko pomoč. Četudi sedacija z benzodiazepini ne zniža srčnega utripa ali telesna temperatura ne pade, je nujno strokovno zdravniško posredovanje.
Glaven akutni kemijski učinek kokaina v možganih je dvig deleža dopamina in serotonina v nucleusu accumbens (center za užitek v možganih); ti učinki prenehajo zaradi presnove kokaina do neaktivnih spojin in delno zaradi izčrpanja zalog prenašalcev (tahifilaksija). To se lahko izraža akutno kot občutek depresije, kot »crash« po začetnem vrhu in navalu. Kasnejši mehanizmi se pojavijo pri kronični uporabi kokaina. »Crash« spremljajo mišični krči po celem telesu, poznani tudi kot »živčni krči«, mišična slabost, glavoboli, omotica in samomomorilske misli. Tega ne doživijo vsi uporabniki. Nekateri doživijo vse naštete simptome, nekateri pa le določene.
Študije tudi kažejo, da uporaba kokaina med nosečnostjo povzroča prezgodnji porod in da lahko vodi do zunajmaternične nosečnosti. Kokain lahko povzroča krče koronarnih arterij, kar lahko vodi do miokardnega infarkta. Do tega učinka lahko pride naključno pri vsakem uživalcu. Krči koronarnih arterij se lahko pojavijo pri uporabnikovi prvi uporabi ali pri katerikoli uporabi kasneje. Krči koronarnih arterij povzročijo ektopičen ventikuarni fokus srca, ki postane hipoksično in izredna preobčutljivost lahko sproži življenjsko ogrožajoče ventrikularne aritmije.

#### Kronični
Kronično uživanje kokaina lahko povzroči funkcionalne prilagoditve na velika neravnovesja v ravni prenašalcev z namenom kompenzacije ekstremih stanj. Receptorji lahko zato izginejo s celične površine in se na njej ponovno pojavijo, kar se kaže kot »off« ali »working mode«; ali pa spremenijo njihovo občutljivost za vezanje ligandov - down-/upregulation. Kronična uporaba kokaina vodi do DATS upregulation, kar kaseje prispeva stanjem depresivnega razpoloženja. Kljub temu pa so študije nakazale, da uporabniki kokaina ne kažejo normalne starostno-povezane izgube striatnih DAT vezavnih mest, kar kaže, da ima kokain nevroprotektivne lastnosti na dopaminske nevrone. Fizičen odtegnitveni sindrom ni nevaren, in je pravzaprav krepčilen. Doživljanja neobvladljive lakote, hrepenenja, insomnije/prekomernega spanja, letargije in nenehnega mokrega nosu so pogosto opisana in izredno neprijetna. Depresija s samomorilnimi nagnjenji se lahko pojavi pri zelo pogostih uporabnikih. Izguba monoaminskih transporterjev v mešičkih, neurofilamentnih proteinov in pojav drugi morfološke sprememb lahko spremlja dolgoročno poškodbo dopaminskih neuronov.
Vsi ti učinki prispevajo k dvigu tolerance in torej zahtevajo večje količine za doseganje istega učinka. Pomanjkanje normalnih količin serotonina in dopamina v možganih je vzrok za disforijo in depresivne občutke po začetnih navalih. Diagnostičen kriterij za odtegnitveni sindrom od kokaina je opisan z distoričnim razpoloženjem, utrujenostjo, neprijetnimi sanjami, insomnijo ali hipersomnijo, erektilno disfunkcijo, povečanim apetitom, psihomotoričnimi zaostalstmi ali tresenjem in tesnobnostjo.
Zloraba kokaina ima tudi mnoge posledice na fizično zdravje.
Stranski učinki dolgotrajnega kajenja kokaina vključujejo hemofitis, bronhospazme, pruritus, vročino, difuzne alveolarne infiltrate brez iztekanja, pljučni in sistemski eosinofilitis, bolečino, poškodbe pjuč, pomajkanje sape, otečeno grlo, astmo, spremembo glasu, dispnejo, in boleč gripi podoben sindrom. Splošno, vendar napačno je prepričanje, da kajenje kokaina kemično poškoduje in uniči zobno sklenino in povzroča gnitje zob. Kokain pa vendar povroča neprostovoljno zobno mletje, poznano kot bruksizem, ki lahko pokvari zobno sklenino in vodi v gingvitis.
Kronična intranazalna uporaba lahko stanjša nosni pretin, kar postopoma vodi njegovo izginotje. Zaradi absorpcije kokaina iz kokaina hidroklorida, preostali hidroklorid tvori topno solno kislino.
Kokain lahko tudi izredno poviša tveganje za razvoj redkih avtoimunskih in povezanih bolezni tkiv kot so lupus, Goodpasturjeva bolezen, vaskulitis, glomerulonefritis, Stevens-Johnsonov sindrom in drugih bolezni. . Povzroči lahko tudi več bolezni ledvic in odpoved ledvic. Te bolezni se običajno pojavijo pri kronični uporabi, lahko pa jih povzroči tudi kratkotrajna izpostavljenost pri dovzetnih posameznikih.
Zloraba kokaina podvoji tveganje za hemoragične in ishemične kapi.
Še leta po prenehanju zlorabe kokaina poročajo mnogi bivši uporabniki o težavah s pozornostjo.

### Kokain kot lokalni anestetik
Kokain se je skozi zgodovino uporabljal kot lokalni anestetik pri operacijah oči in nosu, danes pa se ga uporablja pri operacijah nosu in solzovoda. Glavna pomanjkljivost te uporabe je močna vazokonstrikcija in potencialna kardiovaskularna toksičnost.
Kokain so na Zahodu zamenjali sintetični lokalni anestetiki kot so benzokain, proparacain, lidokain in tertakain. Še vedno pa se ga uporablja, kadar je indiciran. Kadar je pri posegu želena vazokonstrikcija (zaradi zmanjšanja krvavitev), se anestetik kombinira z vazokonstriktorji, kot so fenilefrin ali epinefrin. Nekateri otorinolaringologi občasno uporabljajo kokain za anestezijo pri nosni kateterizaciji. Raztopljen kokain namočijo v kroglico bombažne volne, ki jo namestijo v nosnico za 10 do 15 minut neposredno pred postopkom. Področje postane neobčutljivo. Hkrati povzročijo vazokonstrikcijo. Tudi kadar se uporablja na ta način, se lahko delež kokaina absorbira skozi ustno ali nosno sluznico in povzroči sistemski učinek.

## Etimologija
Beseda kokain je sestavljan iz “koka” + končnice “-ine”; zaradi uporabe kot lokalni anestetik končnica “-kain” je postane koren za tvorbo oblike imen sintetičnih lokalnih anestetikov.

## Trenutna prohibicija
Prohibicija, distribucija in prodaja produktov kokaina je prepovedana (in nelegalna v večini kontekstov) v večini držav. V ZDA kakor tudi v večini držav je proizvodnja, izvažanje, posedovanje in disribucija kokaina nezakonito dejanje in regulirano s pravnimi akti.
Nekatere države, kot sta Peru in Bolivija dovolijo gojenje listov koke za tradicionalno uporabo pri lokalnih domorodcih, vendar je proizvodja, prodaja in uporaba kokaina prepovedana.
V nekaterih državah v Evropi in Avstraliji je dovoljena obdelava kokaina izključno za medicinske razloge.

### Prepoved
Leta 2004, je bilo po mnenju Združenih narodov (OZN) globalno s pomočjo pravno uveljavljanih oblasti zaseženih 589 ton kokaina. Kolumbija je zasegla 188 ton, ZDA 166 ton, Evropa 79 ton, Peru 14 ton, Bolivija 9 ton in preostale države sveta 133 ton.

## Nezakonita trgovina
Zaradi obsežnega postopka pridelave kokaina je običajno obravnavan kot trda droga, za katero veljajo visoke kazni za posedovanje in trgovanje. Zahteve po kokainu ostajajo visoke, zaradi česar je posledično črni trg kokaina ogromen. Neobdelan kokain, v obliki listov koke, se kupuje in prodaja občasno, ampak je izredno redek, saj je mnogo lažje in bolj profitno skriti in tihotapiti kokain v obliki praška. Merilo njegovega trga je ogromno: 770 ton krat 100 ameriških dolarjev na gram zmese do 77 bilijonov ameriških dolarjev.

### Prozvodnja
Leta 1999 je postala Kolumbija vodilna svetovna proizvodnica kokaina in je ostala vodilna do leta 2005. Zaradi legalizacije posedovanja majhnih količin kokaina za osebno uporabo leta 1994 v Kolumbiji, ko je bila prodaja kokaina še prepovedana, se je razširila žetev lokalnih pridelovalcev koke, delno za upravičenje lokalnih zahtev.
Tri četrtine svetovnega letnega donosa kokaina je bilo proizvedenega v Kolumbiji, tako iz baze kokaina izvožene iz Peruja (glavnina iz Huallaga Valley)) in Bolivije, kot tudi iz lokalno gojene koke. Deleža potencialno primerne koke za žetje se je povišal za 28 %, pretežno zaradi koke, ki je rastla v Kolumbiji v 1998. Hkrati se je žetetev koke zmanjšala v Boliviji in Peruju, zaradi česar je Kolumbija postala narod z največjo površino gojenja koke v sredini 1990-ih. Koka, ki jo gojijo domorodne skupnosti za tradicionalne namene in je še zmeraj dovoljena po Kolumbijskem zakonu, je le majhen delež celotne proizvodnje koke, katere večina je uporabljana za nelegalno trgovino.
Poskusi izkoreninjenja polj koke z defolizacijo imajo poguben del v poljedelski ekonomiji v nekaterih regijah, kjer se goji koko v Kolubiji, razvili pa so se sevi, ki so bolj rezistentni in imuni na njihovo uporabo. Ni jasno, ali so ti sevi naravni mutanti ali so bili razviti s človeškim vpletanjem. Ti sevi imajo tudi večji učinek kot prejšnji, kar poviša prihodke kartelom, ki so odgovorni za izvažanje kokaina. Kljub temu, da je produkcija kokaina začasno upadla, so se polja koke ponovno pojavila kot številna majhna polja v Kolumbiji, bolj kot velike plantaže.
Gojenje koke je postala privlačna in v nekaterih primerih tudi nujna ekonomska odločitev majhnih gojilcev zaradi kombinacije številnih faktorjev, vključujoč nenehnim svetovnim potrebam po koki, pomanjkanju drugih zaposlitvenih možnosti, slabše profitabilnosti ostali poljščin in uradnih poljedelskih zamenljivih programov, škode farm, ki niso proizvajale drog zaradi izkoreninjenja in širjenja novih sevov rastlin koke.

### Sinteza
Sintezni kokain bi bil izredno zaželen v nelegalni industiji drog, saj bi izločil visoko vidljivost in znižal odvisnost na nedržavne vire in mednarodno tihotapljenje, ter jih zamnejal z domačimi skritimi laboratoriji, kot so značilni za nelegalen metamfetamin. Vendar ohranja naraven kokain najnižji strošek in preskrbo najvišje kakovosti.
Večinoma je celotna sinteza kokaina izvedena redko. Tvorba neaktivnih enantiomerov in sintezni stranski produkti omejujejo donos in čistost.
Pomni, da so omena kot »sintezni kokain« ali »nov kokain« bila narobe uporabljena za fencikilidin (PCP) in mnoge druge dezinerske droge.

### Trgovanje in distribucija
Organizirane kriminalne tolpe vodijo v večini primerov prevadujejo nad trgovanjem s kokainom.Večina kokaina je pridelanega in proizvedenega v Južni Ameriki, posebej v Kolumbiji, Boliviji in Peruju in nato pretihotapljena v ZDA in Evropo, pri čemer so ZDA največji svetovni porabnik kokaina.
Pošiljke kokaina iz Južne Ameriki se transportirajo preko Mehike in Centralne Amerike in večinoma preko kontinenta ali po zraku v predele severne Mehike. Kokain se nato razdeli v manjše tovore za tihotapljenje preko meje ZDA-Mehika. Običanjno se preko meje Mehika-ZDA pretihtapi v vozilih. Pet procentov kokaina pride v ZDA preko Mehike in ostala večina preko Floride.
Kokain tihotapijo tudi v manjših zapečatenih, kilogramskih paketih čez meje kurirji, imenovani mule (“mulas”), ki prečkajo mejo legalno čez pristanišče ali letališče ali pa ilegalno preko nenadzorovanih točk ob meji. Drogo običajno pritrdijo na pas ali na noge ali v skrite torbe, ali pa jo skrijejo v telesu. Če “muli” uspe prebegniti, ne da bi jo ujeli, ji bo tolpa pobrala večino profita- če jo pa ujamejo, bodo pa tolpe prekinile vse povezave in “mula” bo običajno ostala sama in bila obdolžena prekrška tihotapljenja.
Velike tovorne ladje se tudi uporabljajo za tihotapljenje kokaina do mest predelave v območju zahodni Karibi-zaliv Mehike. Te ladje so običajo 50 do 80 metov dolge obalne nakladalke in prevažajo povprečni tovor 2,5 ton kokaina. Tudi komercialne ribiške ladje so vpletene v tihotapske posle. V območjih z visokim deležem rekreacijskega tihotapstva, uporabljaljo tihotapci enak tip ladij, na primer hitre takšne, ki jih uporablja lokalno prebivalstvo.
Na obale Kornvala je naplavilo bale kokaina 28. februrja.
Izvirne podmornice za tihotapljenje drog so najnovejša iznajdba tihotapcev z drogami v severni Kolumbiji, je bilo objavljeno marca 2008.

### Prodaja uporabnikom
Kokain je enostavno dosegliv v vseh območjih v okolicah metropol v ZDA. Na zahodu, je uporaba kokaina upadla zaradi prehoda na uporabo metamfetamina med uporabniki kokaina, saj je metamfetamin cenejši in ima dolgotrajnejši učinek. Število uporabnikov kokaina je kljub vsemu visoko, s pretežno koncentracijo med mladimi v urbanih predelih.
Količine in deleži so zelo popularni med mladimi, saj je poceni in ga je enostavno skrit. Kvaliteta in cena sta zelo različi, odvisno od dobave in zahtev ter geografske regije.
Kljub temu, so cene v Združenem kraljestvu astronomske v primerjavi s cenami v ZDA, £40 (običajno $80) za 1 gram kokaina (v primerjavi z $20–$40 v ZDA).

### Potrošnja
Svetovna letna potrošnja kokaina se trenutno giblje okrog 600 ton, pri čemer v ZDA porabijo približno 300 ton (50 %), Evropa okrog 150 ton (25 %) in ostale države sveta ostalih 150 ton (25 %). Po navajanju poročila Združenih narodov iz leta 2006, je v ZDA največji svetovni delež porabnikov kokaina med ljudmi od 15 do 64 let, 2,8 %. Takoj za njimi sledi Španija s 2,7 % in anglija in Wales s 2,4 %. Večina Zahonoevropskih držav ima porabo med 1 % in 2 %.
V ZDA je kokain je postal druga najpopularnejša rekreacijska droga (takoj za marihuano), ZDA so postale največja svetovna porabnica kokaina. Uživanje kokaina je zelo razširjeno v srednjih do višjih slojih. Popularen je tudi med študenti na kolidžih, ne le kot pomoč pri študiju, temveč tudi kot droga za zabave. Uporabniki so različnih starosti, ras in poklicev. V 1970-ih in 1980-ih je postala droga še posebej popularna v diskotekah.

## Odvisnost
Kokainska odvisnost (ali zasvojenost) je fizična in psihična odvisnost od redne uporabe kokaina. Povzroči lahko psihološko škodo, letargijo, psihoze, depresijo in potencialno smrtno dozo.